# Sabaton Open Air
Sabaton Open Air (do roku 2013 Rockstad: Falun) je mezinárodní hudební festival pořádaný švédskou metalovou hudební skupinou Sabaton ve městě Falun. První ročník proběhl v roce 2008 uvnitř staré vojenské výcvikové budovy a byl plánován jako jednodenní oslava vydání alba The Art of War (2008). Tehdy kromě Sabaton své koncerty odehrálo pár dalších kapel, převážně jejich přátel. Další ročník se přesunul pod širé nebe do sportovního areálu Lugnet. V současné době festival trvá celkem čtyři dny, má tři pódia a vystupují na něm slavné i méně známé hudební skupiny napříč metalovými podžánry.